# École de guerre (Belgique)
Pour les articles homonymes, voir École de guerre.
L’École de guerre est une ancienne école de guerre belge, et le plus haut établissement national d'enseignement militaire, destinée à former des officiers d'état-major et officiers généraux de 1869 à 1978. Elle était installée à Bruxelles (plus précisément sur le site de l'ancienne Abbaye de la Cambre à Ixelles). Elle a été remplacée en 1978 par l’Institut Royal Supérieur de Défense (IRSD).

## Histoire
Initialement les officiers d'état-major belges étaient formés à l'École militaire. Sous l'impulsion du roi Léopold II, l'École de Guerre (ou Krijgschool)  est créée par l'Arrêté royal du 2 novembre 1869 en tant qu'institution autonome. Elle reste cependant rattachée administrativement à l’École militaire. Son but est de professionnaliser le corps des officiers et de former les futurs chefs de l'armée belge dans un contexte troublé (Guerre des duchés et Guerre austro-prussienne de 1866). En pratique, elle est destinée à l'instruction militaire supérieure et à assurer le recrutement du corps d'état-major en temps de paix et en temps de guerre. Elle s'adresse aux sous-lieutenants et lieutenants et prévoit trois années d'étude. Les élèves ayant satisfait aux examens sont nommés adjoints d'état-major et, à l'ancienneté, passent à l'état-major.
En 1871, elle est adjointe administrativement et géographiquement à l'École militaire. Celle-ci est calquée sur le modèle de l'Académie de guerre de Prusse (Kriegsakademie) qui démontra sa supériorité en matière de stratégie militaire tout au long de la guerre austro-prussienne. En 1872, par l'Arrêté royal du 14 mai 1872, l'École de guerre devient une institution totalement indépendante sous la tutelle du ministre de la Guerre,. La formation dispensée prévoyait alors notamment des cours de tactique et de stratégie, de mathématique, de topographie, géodésie, de probabilité, de géographie physique, militaire et politique, d'histoire militaire et de langue anglaise et allemande.
Parmi ses élèves et ses professeurs, l'on retrouve de nombreux officiers supérieurs belges qui se sont mis en évidence lors de Première Guerre mondiale tels que : les généraux Michel, Galet, Nuyten et Jacques.
Le 13 juillet 1923, l’École de guerre recouvre son statut d’établissement d’instruction autonome, placé sous les ordres du ministre de la Défense nationale. Le corps d’état-major est supprimé et les officiers qui en font partie sont repris dans leur arme avec la qualité de « breveté d’état-major » (BEM).
En 1978, L'École de guerre est transformée en un institut chargé d’assurer, à différents moments de la carrière de l’officier, une formation continuée. Elle devient alors l’Institut Royal Supérieur de Défense (IRSD).

## Équivalents
Outre l'Académie de guerre de Prusse, d'autre académies militaires équivalentes ont existé en Bavière, l'Académie bavaroise de guerre fondée en 1867 à Munich et fermée le 1er août 1914, pour l'armée ottomane (le Collège impérial d'état-major d'Istanbul, fondé en 1848), l'armée austro-hongroise (la k.u.k. Kriegsschule de Vienne, fondée en 1852), l'armée russe (l'École militaire d'état-major Nicolas de Saint-Pétersbourg, fondée en 1855), l'armée britannique (le Staff College de Camberley, fondé en 1858), l'armée française (l'École supérieure de guerre de Paris, fondée en 1876) et l'armée américaine (le Command and General Staff College de Fort Leavenworth, fondé en 1946), qui toutes s'inspiraient du modèle prussien.